# Liste der Baudenkmäler in Neuendettelsau
Auf dieser Seite sind die Baudenkmäler in der bayerischen Gemeinde Neuendettelsau zusammengestellt. Diese Tabelle ist eine Teilliste der Liste der Baudenkmäler in Bayern. Grundlage ist die Bayerische Denkmalliste, die auf Basis des Bayerischen Denkmalschutzgesetzes vom 1. Oktober 1973 erstmals erstellt wurde und seither durch das Bayerische Landesamt für Denkmalpflege geführt wird. Die folgenden Angaben ersetzen nicht die rechtsverbindliche Auskunft der Denkmalschutzbehörde.
 Diese Liste gibt den Fortschreibungsstand vom 14. Februar 2024 wieder und enthält 22 Baudenkmäler.

## Baudenkmäler nach Gemeindeteilen

### Neuendettelsau
| Lage | Objekt                                                           | Beschreibung | Akten-Nr.     | Bild           |
| --- | ---------------------------------------------------------------- | --- | ------------- | -------------- |
| Nähe Friedhofstraße; Friedrich-Bauer-Straße 27 (Standort)                                                      | Friedhof (Dorffriedhof)                                          | Anlage Ende 19. Jahrhundert, mit neuromanischem Steinkruzifixus, um 1890/1900, Grabdenkmäler des späten 19. und frühen 20. Jahrhunderts; | D-5-71-180-10 | weitere Bilder |
| Nähe Friedhofstraße; Friedrich-Bauer-Straße 27 (Standort)                                                      | Leichenhalle                                                     | eingeschossiger Walmdachbau mit Dachreiter, um 1920 | D-5-71-180-10 | weitere Bilder |
| Nähe Friedhofstraße; Friedrich-Bauer-Straße 27 (Standort)                                                      | Friedhofsmauer                                                   | erhaltene Teile der Ummauerung, wohl Ende 19. Jahrhundert. | D-5-71-180-10 | weitere Bilder |
| Friedrich-Bauer-Straße 5 (Standort)                                                                            | Freizeitheim der Mission                                         | Langgestreckter zweigeschossiger Satteldachbau mit Mittelrisalit, Stilformen des Spätexpressionismus, von Christian Ruck (Nürnberg), um 1930. | D-5-71-180-1  | weitere Bilder |
| Hauptstraße 21⁄2 (Standort)                                                                                    | Evangelisch-lutherische Pfarrkirche St. Nikolaus von Myra        | Saalkirche, neuromanischer Bau mit Satteldach und halbrunder Apsis, nördlich Turm mit Spitzhelm, 1899/1901; mit Ausstattung. | D-5-71-180-4  | weitere Bilder |
| Hauptstraße 10 (Standort)                                                                                      | Ehemaliges Pfarrhaus (Löhehaus)                                  | Zweigeschossiges giebelständiges Gebäude mit Schopfwalm und Halbwalmdach, Obergeschoss und Giebel teilweise fachwerksichtig, 1693. | D-5-71-180-2  | weitere Bilder |
| Hauptstraße 24 (Standort)                                                                                      | Mesnerhaus                                                       | Zweigeschossiger Krüppelwalmdachbau mit Ecklisenen, Mitte 19. Jahrhundert. | D-5-71-180-3  | weitere Bilder |
| Hauptstraße 30 (Standort)                                                                                      | Wasserschloss                                                    | Im Kern wohl spätmittelalterlicher Bau, zweigeschossiges Gebäude mit Walmdach, über hufeisenförmigem Grundriss, Südflügel um 1700, Ostflügel unter Verwendung barocken Mauerwerks, ursprünglich von doppelter Länge, Altane modern erneuert, Westflügel 1922–27                                                                                    | D-5-71-180-5  | weitere Bilder |
| Hauptstraße 30 (Standort)                                                                                      | Brücke                                                           | | D-5-71-180-5  | BW             |
| Hauptstraße 30 (Standort)                                                                                      | Gartentor                                                        | | D-5-71-180-5  | weitere Bilder |
| Hauptstraße 34 (Standort)                                                                                      | Gartenanlage                                                     | des 18. Jahrhunderts | D-5-71-180-5  | BW             |
| Hauptstraße 20 (Standort)                                                                                      | ehemalige Zehntscheune                                           | zweigeschossiger Satteldachbau mit Rundbogenportalen, 1543 | D-5-71-180-5  | weitere Bilder |
| Hauptstraße 31 (Standort)                                                                                      | Wohnhaus                                                         | Zweigeschossiger giebelständiger Massivbau mit Satteldach und Geschossgliederung, bezeichnet mit „1838“, Bäcker-Hauszeichen, bezeichnet mit „1755“. | D-5-71-180-6  | weitere Bilder |
| Hauptstraße 43 (Standort)                                                                                      | Gasthaus                                                         | Zweigeschossiger giebelständiger Steilsatteldachbau mit rustizierten Ecklisenen und Geschossgliederungen, 18. Jahrhundert, im Kern älter, mit Ausleger, 18. Jahrhundert. | D-5-71-180-7  | weitere Bilder |
| Nähe Heckenstraße (Standort)                                                                                   | Betsaal                                                          | Neuromanischer Satteldachbau mit eingezogenem, dreiseitigem Abschluss und Putzgliederung, nach Planung von Georg Heim, Grundsteinlegung 1905; mit Ausstattung. | D-5-71-180-25 | weitere Bilder |
| Heilsbronner Straße 55 (Standort)                                                                              | Sogenannter Friedenshort                                         | Langgezogener zweigeschossiger Walmdachbau mit Mittelrisalit und Loggien, im expressionistischen Heimatstil, von Christian Ruck (Nürnberg), 1927/28. | D-5-71-180-26 | weitere Bilder |
| Nähe Wilhelm-Löhe-Straße; Altendettelsauer Straße 5; Wilhelm-Löhe-Straße 15; Wilhelm-Löhe-Straße 26 (Standort) | Friedhof der Diakonie                                            | 1865 angelegt | D-5-71-180-23 | weitere Bilder |
| Wilhelm-Löhe-Straße 26 (Standort)                                                                              | Friedhof der Diakonie: Neugotische Leichen- und Aussegnungshalle | eingeschossiger Satteldachbau mit Vorhalle, mit Gliederungen in Naturstein, 1897 eingeweiht; | D-5-71-180-23 | weitere Bilder |
| Nähe Wilhelm-Löhe-Straße; Altendettelsauer Straße 5; Wilhelm-Löhe-Straße 15; Wilhelm-Löhe-Straße 26 (Standort) | Friedhof der Diakonie: Friedhofskreuz                            | 1906 von H. Leister nach Adam Kraft | D-5-71-180-23 | weitere Bilder |
| Nähe Wilhelm-Löhe-Straße (Standort)                                                                            | Friedhof der Diakonie: Ummauerung                                | massiv, teilweise natursteinsichtig, 1865; mit Grabstätten | D-5-71-180-23 | weitere Bilder |
| Wilhelm-Löhe-Straße 14 (Standort)                                                                              | Ehemaliger Betsaal                                               | Kirchenähnliches Anstaltsgebäude, seit 1917 Paramentenwerkstatt, zweigeschossiger Satteldachbau mit fünfseitiger Apsis, traufseitig eingeschossige Pultdachanbauten, nördlich dreigeschossiger Seitenrisalit mit Walmdach, neugotisch 1858/60, Umbau 1887.                                                                                         | D-5-71-180-9  | weitere Bilder |
| Wilhelm-Löhe-Straße 15 (Standort)                                                                              | Evangelisch-lutherische Anstaltskirche St. Laurentius            | Neugotische Hallenkirche, Sandsteinquaderbau mit steilem Walmdach, Chor mit Satteldach und östlicher Doppelturmanlage mit Spitzhelmen und dreiseitigem Abschluss, am nördlichen Turm eingeschossiger Sandsteinquaderanbau mit Walmdach und Pfeilervorhalle, errichtet 1887, östliche Erweiterung von German Bestelmeyer, 1928/29; mit Ausstattung; | D-5-71-180-8  | weitere Bilder |
| Waldsteig 9 (Standort)                                                                                         | Turmspitze                                                       | neugotisch, 1887 | D-5-71-180-8  | weitere Bilder |
| Waldsteig 9 (Standort)                                                                                         | Drei ehemalige Wasserspeier                                      | neugotisch, 1887 | D-5-71-180-8  | weitere Bilder |
| Nähe Wilhelm-Löhe-Straße (Standort)                                                                            | Mahnmal für die Euthanasieopfer                                  | Steinfigur des Christus als Hirte, um 1930 | D-5-71-180-8  | weitere Bilder |
| Wilhelm-Löhe-Straße 15; Nähe Wilhelm-Löhe-Straße; Waldsteig 9 (Standort)                                       | Mauer                                                            | Sandsteinquadermauer, um 1930; nördlich der Kirche | D-5-71-180-8  | Mauer          |

### Aich
| Lage                     | Objekt        | Beschreibung                                                                    | Akten-Nr.     | Bild           |
| ------------------------ | ------------- | ------------------------------------------------------------------------------- | ------------- | -------------- |
| Winterseite 4 (Standort) | Wohnstallhaus | Eingeschossiges Gebäude mit Steildach und Fachwerkgiebel, wohl 17. Jahrhundert. | D-5-71-180-11 | weitere Bilder |

### Bechhofen
| Lage                   | Objekt     | Beschreibung | Akten-Nr.     | Bild           |
| ---------------------- | ---------- | --- | ------------- | -------------- |
| Bechhofen 8 (Standort) | Bauernhaus | Eingeschossiges Gebäude mit Steildach und Fachwerkgiebel, 18. Jahrhundert, mit kleinem Anbau, wohl 19. Jahrhundert. | D-5-71-180-12 | weitere Bilder |

### Geichsenhof
| Lage                     | Objekt  | Beschreibung                                   | Akten-Nr.     | Bild           |
| ------------------------ | ------- | ---------------------------------------------- | ------------- | -------------- |
| Geichsenhof 2 (Standort) | Scheune | Fachwerkbau mit Krüppelwalmdach, wohl um 1700. | D-5-71-180-13 | weitere Bilder |

### Geichsenmühle
| Lage                        | Objekt  | Beschreibung | Akten-Nr.     | Bild           |
| --------------------------- | ------- | --- | ------------- | -------------- |
| Geichsenmühle 27 (Standort) | Scheune | eingeschossiger Fachwerkbau mit Satteldach, 16.–18. Jh.; an der Nordseite angebaut Stall, erdgeschossiger Sandsteinquaderbau mit Pultdach, Mitte/Ende 19. Jh.; Rest eines Mühlenanwesens. | D-5-71-180-14 | weitere Bilder |

### Mausendorf
| Lage                     | Objekt        | Beschreibung                                                            | Akten-Nr.     | Bild          |
| ------------------------ | ------------- | ----------------------------------------------------------------------- | ------------- | ------------- |
| Mausendorf 10 (Standort) | Wohnstallhaus | Eingeschossiger Satteldachbau, mit Fachwerkgiebel, 16./17. Jahrhundert. | D-5-71-180-15 | Wohnstallhaus |

### Reuth
| Lage                          | Objekt                                            | Beschreibung | Akten-Nr.     | Bild           |
| ----------------------------- | ------------------------------------------------- | --- | ------------- | -------------- |
| In Reuth; Reuth 14 (Standort) | Evangelisch-lutherische Filialkirche St. Kunigund | Chorturmkirche mit Saalbau, mit Bruchstein und Eckquadern, 1453, barocke Veränderungen 1767; mit Ausstattung; Ummauerung des Friedhofs, 1795, wohl auf spätmittelalterlichem Grundriss, mit späteren Veränderungen. | D-5-71-180-16 | weitere Bilder |

### Steinmühle
| Lage               | Objekt                                        | Beschreibung                                                                                       | Akten-Nr.     | Bild                                          |
| ------------------ | --------------------------------------------- | -------------------------------------------------------------------------------------------------- | ------------- | --------------------------------------------- |
| Haag 17 (Standort) | Ehemalige Wassermühle des Klosters Heilsbronn | Zweigeschossiger Satteldachbau, wohl 18. Jahrhundert; mit erhöhtem Mühlkanal, 18./19. Jahrhundert. | D-5-71-180-17 | Ehemalige Wassermühle des Klosters Heilsbronn |

### Wernsbach
| Lage                    | Objekt                                              | Beschreibung | Akten-Nr.     | Bild           |
| ----------------------- | --------------------------------------------------- | --- | ------------- | -------------- |
| Wernsbach 20 (Standort) | Evangelisch-lutherische Filialkirche St. Laurentius | Chorturmkirche, 13.–15. Jahrhundert, 1724 Wiederaufbau; mit Ausstattung; Ummauerung des Friedhofs, wohl mittelalterlich, mit späteren Änderungen, mit Grabsteinen. | D-5-71-180-18 | weitere Bilder |

### Wollersdorf
| Lage                      | Objekt                   | Beschreibung                                                          | Akten-Nr.     | Bild           |
| ------------------------- | ------------------------ | --------------------------------------------------------------------- | ------------- | -------------- |
| Wollersdorf 65 (Standort) | Ehemaliges Wohnstallhaus | Eingeschossiges Steildachbau mit Fachwerkgiebel, 18./19. Jahrhundert. | D-5-71-180-19 | weitere Bilder |

## Ehemalige Baudenkmäler
In diesem Abschnitt sind Objekte aufgeführt, die früher einmal in der Denkmalliste eingetragen waren, jetzt aber nicht mehr. Objekte, die in anderem Zusammenhang – also z. B. als Teil eines Baudenkmals – weiter eingetragen sind, sollen hier nicht aufgeführt werden. Aktennummern in diesem Abschnitt sind ehemalige, jetzt nicht mehr gültige Aktennummern.

| Lage                                       | Objekt                        | Beschreibung | Akten-Nr.     | Bild           |
| ------------------------------------------ | ----------------------------- | --- | ------------- | -------------- |
| Geichsenmühle Geichsenmühle 27 (Standort)  | Ehemalige Sägemühle           | Zweigeschossiger massiver Satteldachbau, mit Fachwerkgiebel, 16. Jahrhundert, mit hölzernem Anbau;                                                        | D-5-71-180-14 | BW             |
| Hammerschmiede Hammerschmiede 3 (Standort) | Hammerschmiede                | Scheune, eingeschossiger Satteldachbau, Natursteinquader, teilweise Bruchsteinmauerwerk, mit Volutengiebel und Wetterfahne, Giebelseite bezeichnet „1845“ | D-5-71-180-22 | Hammerschmiede |
| Wollersdorf Wollersdorf 73 (Standort)      | Eingeschossiges Wohnstallhaus | Fachwerkgiebel, frühes 19. Jahrhundert | D-5-71-180-20 | BW             |